# Бра (Горња Гарона)
Бра (фр. Brax) насеље је и општина у јужној Француској у региону Миди Пирене, у департману Горња Гарона која припада префектури Тулуз.
По подацима из 2011. године у општини је живело 2624 становника, а густина насељености је износила 593,67 становника/km². Општина се простире на површини од 4,42 km². Налази се на средњој надморској висини од 193 метара (максималној 240 m, а минималној 165 m).

## Демографија
| 1962. | 1968. | 1975. | 1982. | 1990. | 1999. | 2011. |
| ----- | ----- | ----- | ----- | ----- | ----- | ----- |
| 307   | 458   | 902   | 1.202 | 1.358 | 2.017 | 2.624 |

График промене броја становника у току последњих година
- Saint-Orens